# 義岡久延
義岡 久延（よしおか ひさのぶ）は、安土桃山時代の武将。島津氏の家臣。

## 略歴
永禄4年（1561年）、喜入季久の次男として誕生。しかし、島津宗家8代当主・島津久豊の五男・豊久の興した伯州家が、豊久の曾孫・忠俊（久延祖父の忠俊とは別人）が元亀2年（1571年）に戦死したことにより無嗣断絶となったため、島津義久の命により久延がその名跡を継ぐこととなった。
天正8年（1580年）、久延は養子先の島津姓から改め、義久の諱から一字を拝領し「義岡氏」を名乗るようになる。天正15年（1587年）、義久が上洛する際はその供をした。
文禄4年（1595年）、伏見にて病死した。享年35。